# Analytische Psychologie
Die Analytische Psychologie (auch „komplexe Psychologie“) ist eine psychoanalytisch basierte, psychologische Schule, die der schweizerische Psychiater Carl Gustav Jung 1913 begründet hat. Er hatte die Bezeichnung „analytische Psychologie“ 1912 zunächst für Sigmund Freuds Tiefenpsychologie vorgeschlagen, hat ihn nach dem Bruch mit Freud aber ab ca. 1915 für seine eigenen Theorien verwendet.
Die analytische Psychologie hat nichts mit der analytischen Psychotherapie zu tun, die als psychoanalytisches Therapieverfahren wissenschaftlich und gesetzlich anerkannt ist.
Sie beschäftigt sich ähnlich wie die Psychoanalyse mit den unbewussten Anteilen der menschlichen Psyche, und zwar unter der Annahme, dass das Unbewusste einen wesentlich größeren Einfluss hat als die bewusste Wahrnehmung. Jung und seine Nachfolger haben besonders die symbolischen Ausdrucksmöglichkeiten des Unbewussten hervorgehoben und versucht, sie psychotherapeutisch zu nutzen.
In Deutschland wird die analytische Psychologie durch die Deutsche Gesellschaft für Analytische Psychologie e. V. (DGAP) mit Sitz in Stuttgart vertreten, international durch die International Association for Analytical Psychology (IAAP) in Zürich.

## Einordnung und Grundannahmen
Die Analytische Psychologie zählt zu den so genannten Einsichtstherapien, die darauf ausgelegt sind, dem Kranken eine Einsicht in sein psychisches Leiden zu vermitteln und dadurch Veränderungen bei Erleben und Handeln zu bewirken. Auch wenn der Einsicht dabei eine große Rolle zugeschrieben wird, so kommt doch der im Verlauf der Therapie entstehenden therapeutischen Beziehung und deren Analyse eine wichtige Bedeutung zu, um den Prozess der Auseinandersetzung einzuleiten und im Sinne des Patienten voranzutreiben.
Eine der Grundannahmen der analytischen Psychologie ist, dass psychische Störungen, ähnlich wie in der Psychoanalyse und der Individualpsychologie, durch einen Konflikt zwischen Erfüllung und Abwehr des Triebes (Freud) sowie der Überkompensation von Minderwertigkeitsgefühlen (Alfred Adler) entstehen. So sieht auch die analytische Psychologie den Beginn psychischer Störungen hauptsächlich in der Kindheit. Er kann aber auch in der Lebensmitte liegen, wo im Zuge des fortschreitenden Individuationsprozesses neue Lebensziele zu Konflikten führen.
Die analytische Psychologie versteht sich als prospektiv ausgerichtete Therapie, d. h., die Symptome einer psychischen Krankheit sind nicht nur schädliche Warnzeichen, sondern enthalten auch ein Streben auf etwas Positives hin. Daraus leiten sich auch die Methoden ab, die zur Heilung einer psychischen Erkrankung führen sollen.

## Methodik
Der Therapeut gewährt dem Patienten den Raum und unterstützt ihn durch Traumanalyse, die Auseinandersetzung mit den Phänomenen von Übertragung und Gegenübertragung sowie der aktiven Imagination, damit verdrängte oder aus anderen Gründen unbewusste Persönlichkeitsanteile bewusst werden können. Die nachfolgende Auseinandersetzung kann dazu führen, dass die Patienten diese in ihre Gesamtpersönlichkeit integrieren und in der Folge für neue Handlungs- und Erlebensmöglichkeiten offen werden.
Die Beziehung zwischen Patient und Analytiker ist vor allem durch den Passus der Dialektik und der Synthese geprägt. Die analytische Psychologie versteht darunter die vermehrte Beteiligung des Patienten an der Analyse. Der Analytiker bezieht den Patienten vermehrt ein und versucht mit ihm eine Beziehung aufzubauen, die eine Begegnung ermöglicht ohne die Unterschiede in den Realitäten der Beziehung (Patient/Arzt usw.) zu verleugnen. Dies steht im Gegensatz zu den Methoden der Psychoanalyse, welche (in der klassischen Ausprägung) eine distanzierte Beziehung als Ideal der Behandlung ansieht.

## C. G. Jung
Eine besondere Rolle in der analytischen Psychologie spielen die aus der Persönlichkeitstheorie von C. G. Jung abgeleiteten Strukturen der Seele. Das Ich gilt als das Zentrum des Bewusstseins und interagiert mit den oft im Unbewussten liegenden Komplexen. Komplexe sind Konstellationen, welche die bewusste Einstellung stören können und sich zumeist um einen bestimmten Kern bilden, z. B. eigene Minderwertigkeit oder um die Beziehung mit einer prägenden Person, etwa der Mutter. Archetypen des kollektiven Unbewussten sind vererbte Möglichkeiten der Wahrnehmung, des Denkens und des Fühlens. Sie können durch individuelle Erfahrungen aktiviert werden.
Beispiel: Ein bestimmter Archetyp ruht im Unbewussten und wird mit dem äußeren Bild aktualisiert. Dieses äußere Bild entspricht einer aus der Menschheitsgeschichte immer wiederkehrenden Situation wie die Erwartung einer Mutter für das neugeborene Kind oder das Verlieben in einen Partner. Die analytische Psychologie nimmt an, dass Neugeborene eine bestimmte Person erwarten, die auch auf bestimmte Weise mit ihm umgeht. Da Bilder, wie das der Mutter, nicht vererbt werden können, nimmt die analytische Psychologie an, dass es bestimmte grundlegende Strukturen im Unbewussten gibt, welche z. B. den Neugeborenen erwarten lassen, dass eine Person für ihn da ist, ihn umsorgt und an die er sich bindet, um so die ersten und wichtigsten Dinge zu lernen. Dieses erprobte „evolutionäre“ Konzept (Säugling – Bezugsperson) hat eine recht komplexe Interaktion zwischen Mutter und Kind zur Folge. Menschen gelten somit nicht als Tabula rasa, sondern sind im Besitz einer Fülle von Prädispositionen, also bestimmter vorbestimmter Erlebens- und Verhaltensmuster. Jung spricht in diesem Zusammenhang von Patterns Of Behavior.
Ein weiteres Beispiel für einen Archetypus ist der des gegengeschlechtlichen Sexualpartners (Anima und Animus). Dieser spezielle Archetyp wird, wie zu erwarten, ab der Pubertät wichtig. Er enthält nun sowohl die ererbten als auch die durch „reale“ Erfahrungen geprägten Vorstellungen von dem, was man am Gegengeschlecht leiden mag oder nicht. Daraus entsteht ein dynamisches Bild von einem Geschlechtspartner, welches Liebe und sexuelle Lust erregt und sich auch von den bewussten Vorstellungen von einem idealen Partner unterscheiden kann. Meist besteht dieser Archetyp auch aus unbewussten gegengeschlechtlichen Anteilen und spielt eine besondere Bedeutung für die psychische Entwicklung des Individuums.
Die Archetypen bilden in der theoretischen Fundierung der analytischen Psychologie auch die Grundlage für unsere Interaktion mit anderen Menschen. Da die archetypischen Grundstrukturen äußeren Bildern eine „archetypische“ (allgemeinmenschliche) Bedeutung geben, kann man sie am besten in Träumen und Symptomen sowie in bestimmten Handlungen untersuchen. Diese können mit Berichten von Märchen, Mythen und religiösen Schriften aus allen Jahrhunderten verglichen werden, um so auf die spezielle Bedeutung des einzelnen, symbolischen Traumes zu gelangen, und somit eine Vorstellung von den dahinterliegenden archetypischen Strukturen zu geben.

## Kritik
Kritisiert wurde die analytische Psychologie vor allem von Sigmund Freud und seiner Schule, der Psychoanalyse. Die Kritik richtet sich vor allem gegen die Auffassung des Unbewussten, die in der analytischen Psychologie sehr weit gefasst ist. So bezweifeln die meisten Psychoanalytiker, dass bestimmte Bahnungen von Vorstellung im Sinne der Archetypenlehre vorgefunden werden können. Die Psychoanalyse sieht die Inhalte des Unbewussten hauptsächlich durch die persönliche Vergangenheit determiniert. Obwohl sich die beiden Schulen in vielem gleichen, haben viele spezielle Annahmen in der Vergangenheit und Gegenwart zu Zerwürfnissen geführt.
Darüber hinaus wird die analytische Psychologie auch von der akademischen Psychologie kritisiert, insbesondere, dass ihre Theorien und Modelle durch unwissenschaftliche Methoden gefunden wurden. Zwar gründet die analytische Psychologie auch auf individual-empirischen Methoden (langjährige Therapeut-Patient-Beziehung), aber es wird bezweifelt, dass diese allgemein nachvollzogen werden können.

## Bedeutende Vertreter
- Emma Jung (1882–1955)
- Jolande Jacobi (1890–1973)
- Tina Keller Jenny (1887–1985)
- Aniela Jaffé (1903–1991)
- Gerhard Adler (1904–1988)
- Michael Fordham (1905–1995)
- Carl Alfred Meier (1905–1995)
- Erich Neumann (1905–1960)
- Marie-Louise von Franz (1915–1998)
- Rafael Lopez-Pedraza (1920–2011)
- Hans Dieckmann (1921–2007)
- Mario Jacoby (1921–2011)
- Robert A. Johnson (1921–2018)
- Edward F. Edinger (1922–1998)
- James Hillman (1926–2011)
- Jean Shinoda Bolen (* 1936)
- Arnold Mindell (1940–2024)
- Verena Kast (* 1943)
- Murray Stein (* 1943)
- Andrew Samuels (* 1949)